# Alliance des démocrates indépendants en Europe
Ne doit pas être confondu avec EUDemocrats.
L’Alliance des démocrates indépendants en Europe (ADIE) était un parti politique européen, créé en 2005, pour réunir des députés européens et des mouvements politiques indépendantistes ou eurosceptiques de 7 États membres de l'Union européenne. Son président était le Français Patrick Louis. L'alliance est dissoute fin décembre 2008 et ne bénéficie plus de subventions européennes.

## La création
Créée le 28 octobre 2005 à la préfecture du Rhône, AIDE a pour objet de "rassembler les mouvements politiques et les élus des assemblées nationales et régionales des États membres de l'Union européenne qui adhèrent à la politique définie dans sa charte".

## Position de l'AIDE
L'AIDE se décrit comme la faction de centre-droit du groupe eurosceptique IND/DEM, les autres factions de ce groupe étant l'EUDemocrats, le United Kingdom Independence Party et le European Christian Political Movement.

## Site web
Depuis janvier 2007, le groupe dispose d'un site web limité en langue française. Le site web du groupe laissait entendre l'existence de délégations britannique, tchèque, française, grecque, irlandaise, italienne et polonaise et identifiait l'eurodéputé du Mouvement pour la France (MpF) Patrick Louis comme le président de l'AIDE. En février 2009, le site web de l'ADIE avait cessé de fournir un contenu original pour se contenter de réafficher les flux du site web www.observatoiredeleurope.com associé au groupe Indépendance/Démocratie.

## Partis membres
Tchéquie
- Nezávislí demokraté (Démocrates indépendants), représentés par un seul député européen, Vladimír Železný

 France
- Mouvement pour la France

 Grèce
- Λαϊκός Ορθόδοξος Συναγερμός (Alerte populaire orthodoxe, LAOS)

 Pologne
- un groupe de deux députés de la Liga Polskich Rodzin (Ligue des familles polonaises), composé des députés européens Urszula Krupa et Witold Tomczak (en).

 Royaume-Uni
- un député européen, Jim Allister, d'Irlande du Nord, du parti Voix unioniste traditionnelle (Traditional Unionist Voice, ancien du DUP)